# George Reeves
George Reeves, pseudônimo de George Keefer Brewer (Woolstock, Iowa, 5 de janeiro de 1914 – 16 de junho de 1959), foi um ator estadunidense, famoso por interpretar o personagem Super-Homem numa telessérie nos anos 1950.

## Vida Profissional
Estudou no Playhouse Famed de Pasadena, Califórnia, para formação de atores. Antes de iniciar a carreira como ator, dedicou-se ao Boxe e também a música. Em Pasadena, foi colega de colégio de Victor Mature, no Playhouse Famed, onde foi descoberto por algum caça-talento. Foi escolhido para o papel de Stuart Tarleton, um dos jovens ricos sulistas que cortejava Scarlet O’Hara(Vivien Leigh) no clássico Gone with the Wind. Nos dez anos seguintes, fez contrato com os estúdios da Warner Brothers, Fox e Paramount.
Em 1943, quando já conseguia fazer seu nome no estrelato, Reeves foi convocado para o serviço de guerra durante a II Guerra Mundial, tendo que interromper, temporariamente, sua carreira. Com o fim da Guerra, Reeves voltou a Hollywood, mas sua carreira nunca mais chegou ao mesmo nível de antes. As dificuldades de se auto-afirmar na carreira de ator o fizeram conduzir para Nova York, para participar de programas de televisão ao vivo (não havia naquela ocasião ainda o vídeo tape).
Foi justamente na televisão que George conseguiu definitivamente a fama que quase havia conseguido no cinema, porque foi escolhido para interpretar o fabuloso Homem de aço das histórias em quadrinhos para a série de TV, Adventures of Superman, a partir de 23 de Novembro de 1951. Reeves lembrava muito os traços executados por desenhistas de quadrinhos do super-herói da década de 1940/50, sobretudo por causa de um leve topete "pega-rapaz", e um queixo voluntarioso.
Conseguiu alguns papéis menores em outros filmes clássicos do cinema, como A um Passo da Eternidade (1953, com Burt Lancaster) enquanto fazia a série do Super-Homem, mas na maior parte de sua carreira foi personificando o herói de Krypton.
George Reeves alcançou fama e dinheiro (na época ele ganhava 2.500 dólares por semana). O sucesso era principalmente com as mulheres e crianças. Curiosamente, segundo sua biografia, ele evitava contato com as crianças, porque elas sempre queriam partir para a agressão com a ideia de testar a invulnerabilidade do ator. Ficou famoso e rico, mas fora isso os únicos trabalhos que ele conseguia eram comerciais de cereais ou então apresentações de luta-livre. A série de televisão do "Homem de Aço" durou até 1958.

## Vida Pessoal
O nome verdadeiro do ator George Reeves era George Keefer Brewer, mas ao ser adotado pelo padrasto, recebeu o nome de George Bessolo
Casou-se com Ellanora Needles em 1940, permanecendo casado com ela até 1950. O casal não teve filhos.
Era visto com a roupa de Super-Homem visitando hospitais e dando atenção a crianças vitimadas de Câncer. Na Televisão americana, já naquela época havia programas assistencialistas como "A Cidade da Esperança" e "Telethons", e Reeves fazia questão de participar como o Super-Homem. Uma curiosidade sobre Reeves e as crianças, é que Reeves era cauteloso quando se tratava de desempenhar Superman com crianças, pois muitas delas tinham o costume de testar sua "invencibilidade" agredindo-o com socos e pontapés.

## Morte
Em 16 de junho de 1959, George Reeves foi encontrado morto com um tiro na cabeça em sua casa em Los Angeles. Com a morte, rumores surgiram com as hipóteses de que o ator teria sido assassinado ou cometido suicídio. A hipótese de suicídio baseava-se no fato de que o cancelamento da série As Aventuras do Super-Homem, em 1958, teria deixado-o deprimido por não conseguir outros trabalhos, haja vista que sua imagem estaria fortemente associada ao personagem. Já a hipótese de assassinato era em razão dos rumores de um relacionamento amoroso com a esposa de um chefão de estúdio.
A investigação da polícia chegou à conclusão de que o ator cometera suicídio. Porém, para os amigos do ator, a sua morte estava diretamente ligada ao romance que Reeves manteve, durante anos, com Toni Mannix, que era casada com E.J. Mannix, até então um dos executivos mais poderosos da Metro-Goldwyn-Mayer. A hipótese de assassinato nunca foi provada.
Em seu túmulo, no Mausoléu de Pasadena, localizado no Cemitério do Mountain View, em Altadena, Califórnia, encontra-se a seguinte inscrição:  "Para meu querido filho, George Bessolo Reeves, o Super-Homem" , homenagem feita por seu padrasto.

## Biografia de George Reeves no cinema
A vida e a morte de George Reeves é tema de Hollywoodland. Ben Affleck faz o papel de George Reeves; Diane Lane como Toni Mannix, a amante de Reeves; Bob Hoskins encarna o executivo da MGM E.J. Mannix, o marido traído de Toni; e Adrien Brody assume o detetive particular Louis Simo, que investiga a misteriosa morte do ator intérprete do Super-Homem.
O longa é focado nos anos 1950 e tem direção assinada por Allen Coulter e roteiro de Paul Bernbaum. Para compor o argumento de "Hollywoodland" os envolvidos na produção tiveram que resgatar arquivos policiais e levantar as principais possibilidades que possam ter levado Reeves à morte.
Acima de uma investigação de morte, Hollywoodland também traz informações da conturbada vida pessoal de Reeves, que tinha muitos problemas familiares. Os grandes momentos da vida do ator, bem como sua ascensão na televisão, com a estreia da série As Aventuras de Super-Homem, também ganham espaço.
Um argumento que o diretor fez questão de manter no longa foram cenas da homônima série do Super-Homem. Apesar de ter alguns problemas com a Warner Brothers, detentora dos direitos autorais, Coulter pôde utilizar o clássico material da época. Além disso, ele reproduziu aberturas e cenas da série com o rosto de Ben Affleck.
Outro desafio na hora de rodar a produção foi o orçamento. Apesar de grandioso, o projeto foi produzido em baixo orçamento e a solução foi abaixar o cachê dos artistas e pedir apoio de algumas empresas privadas.

## Filmografia parcial
- 1939 - Ride Cowboy, Ride
- 1939 - Gone with the Wind (br: E o Vento Levou)
- 1940 - Tear Gas Squad
- 1940 - Torrid Zone
- 1940 - Pony Express Days
- 1941 - The Strawberry Blonde
- 1941 - Lydia (br/pt: Lydia)
- 1941 - Blood and Sand (br: Sangue e Areia)
- 1942 - Blue, White and Perfect
- 1943 - So Proudly We Hail!
- 1944 - Winged Victory
- 1948 - Thunder in the Pines
- 1948 - Jungle Jim (br: Jim das Selvas)
- 1949 - Samson and Delilah  (br: Sansão e Dalila)
- 1949 - The Adventures of Sir Galahad (br: As Aventuras de Sir Galahad)
- 1949 - The Great Lover
- 1952 - Rancho Notorious (br: O Diabo Feito Mulher)
- 1951/1958 - Adventures of Superman ("As Aventuras do Superman") - (104 episódios da série para TV)
- 1952 - Superman na the Mole-Men (br: Superman contra os Homens Toupeiras)
- 1953 - The Blue Gardenia (br: A Gardênia Azul)
- 1953 - From Here to Eternity (br: A Um Passo da Eternidade)
- 1953 - Forever Female
- 1956 - Westward Ho, The Wagons!